# Карл X Густав
Карл Х Густав (швед. Karl X Gustav) (8 листопада 1622, Нючопінґ — 13 лютого 1660, Гетеборг) — шведський король (1654-1660). З 1648 року генералісимус шведської армії. У 1654 році вступив на престол після зречення своєї двоюрідної сестри Христини I.

## Королівський титул
Повний титул; лат. Serenissimus ac Potentissimus Princeps ac Dominus Carolus Gustavus Gratia Suecorum Gothorum Vandalorumque Rex, Magnus Princeps Finlandiae, Dux Esthoniae, Careliae, Bremae, Verdae, Stetini, Pomeraniae, Cassubiae, et Vandaliae, princeps Rugaiae, dominus Ingriae et Wismariae, nec non comes palatinus Rheni, Bavariae, Juliaci, Cliviae, et Montium dux etc.

## Життєпис

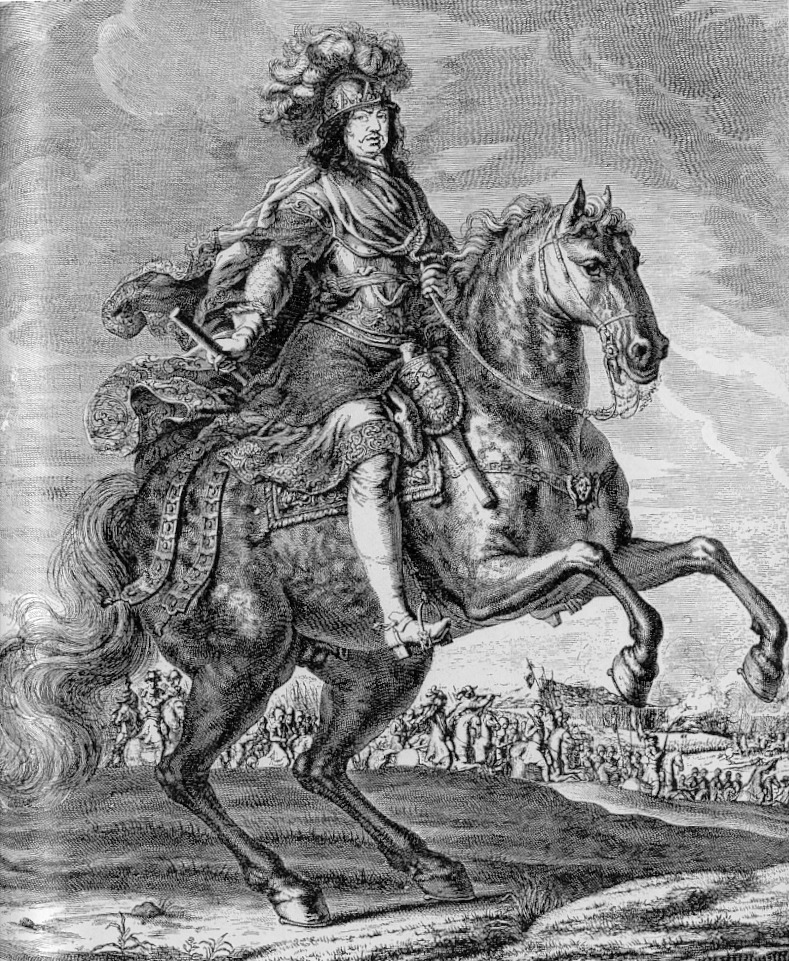
Карл Х Густав, худ. Давид Клекер-Еренштраль

Карл X Густав був сином Йоганна Казимира Пфальц-Цвейбрюккенского та його дружини Катерини, дочки короля Карла IX. Він отримав добру освіту, володів німецькою, французькою та латинською мовами. Деякий час навчався у Упсальському університеті. У 1638 році зробив навчальну поїздку за кордон, з якої повернувся восени 1640 року.
Під час Тридцятирічної війни у 1642 році Карл Густав прибув до шведської армії в Німеччину, якою командував Леннарт Торстенссон, відразу ж непогано проявив себе у битві при Брейтенфельді. Через рік був проведений в поручики. До кінця 1643 року він вже полковник Курляндського кавалерійського полку. У 1645 році брав участь у битві під Янковим.
17 лютого 1648 року за наполяганням королеви Христини призначено головнокомандувачем шведською армією у Німеччині. У 1649 році з ініціативи шведського дворянства та королеви був оголошений спадкоємцем престолу і спадковим принцом Шведської імперії. 6 червня 1654 року королева Христина зреклася престолу, і в той же день Карл Густав був коронований як новий король.
З 1654 року був одружений із Ядвігою Елеонорою Гольштейн-Готторпською. Шлюб був укладений з політичних причин. Від цього союзу народилась єдина дитина — майбутній король Карл XI.

### Війна з Річчю Посполитою
У липні 1655 року король розпочав тривалу та виснажливу війну з Польщею, з якої не вийде до самої своєї смерті. Швеція, що знаходиться на хвилі загального підйому своєї могутності в Північній Європі, прагнула перетворити Балтійське море на своє «внутрішнє озеро». До того ж частина аристократії Речі Посполитої, яка перебувала в опозиції до короля Яна II Казимира, запропоновала корону Карлу X Густаву.
Влітку 1655 року шведські війська зайняли Познань і Варшаву, а на початку жовтня — Краків. Частина польської і литовської шляхти в результаті угод під Уйсьцем і Кедайняї, вважали його польським королем. Сила армії Карла X стривожило деяких сусідів, це привело до створення сильної антишведської коаліції (Данія-Норвегія, Московське царство, Польська опозиція, Імператор, Нідерланди, Бранденбург), яка виграла війну.
У травні 1656 року, московський цар оголосив війну Карлу Х Густаву бо не бажав посиленян Швеції за рахунок послаблення Польщі, що призвело до тривалого протиборства Шведської імперії та Московського царства. Війна закінчилась Кардиським мирним договором 1661 року. Московському царству не вдалося повернути землі в Прибалтиці, втрачені за Столбовським мирним договором 1618 року. Території, завойовані в роки війни, були повернуті Швеції. Війна послабила позиції Москви у протистоянні з Річчю Посполитою.

### Відносини з Україною
30 жовтня 1654 року прийняв перше українське посольство на чолі з Д. Греком, який за дорученням Богдана Хмельницького представив план створення антипольської коаліції (Україна, Шведська імперія, Семигород, Бранденбург, Молдовське князівство і Волощина). 
У грудні 1656 року уклав Раднотський договір із гетьманом Запорізької Січі Богданом Хмельницьким, курфюрстом Бранденбурга Фрідріхом Вільгельмом та трансильванським князем Дьордом Ракоці. Відповідно до нього, Річ Посполита мала зникнути з політичної карти Європи і піддатися поділу між союзниками. Хмельницький відправив на допомогу шведам 10-тисячний експедиційний козацький корпус під командуванням полковника Антона Ждановича
Підтримував союзницькі відносини з гетьманом Іваном Виговським. За Карла Х Густава в жовтні 1657 року було укладено у Корсуні українсько-шведський договір 1657 року.

### Війна з Данією
Розпочалася війна у 1657 році і тривала по 1660 рік. Несподіванно переправивши свої війська через вкриті льодом протоки Малий і Великий Бельт у січні-лютому 1658 року. Король Фредерік III попросив укласти мир, за яким Данія-Норвегія передавала Шведській імперії частину своєї території.
Карл X незабаром розпочав нову війну з Данією. Шведська армія висадилася на острові Зеландія. Підійшовши до столиці Копенгаген, виявилося що місто сильно захищено, Карл відмовився від штурму і розпочав облогу. Але її він був змушений зняти, коли данський флот зміцнив і забезпечив додатковим провіантом гарнізон, а 29 жовтня у битві в протоці Зунд шведський флот був розбитий.
27 травня 1660 року був укладений Копенгагенський мир, за яким Данії поверталася частина її території.
Все ж таки воєнні операції військ Карла Х Густава значно розширили шведські володіння на Балтиці.

## Родина
Дружина — Ядвіга Елеонора Гольштейн-Готторпська.
Діти:
- Карл — шведський король Карл XI